# 比田井南谷
比田井 南谷（ひだい なんこく、英語: Nankoku Hidai）、明治45年（1912年）2月1日 - 平成11年（1999年）10月15日）は書家。本名は漸（すすむ）。神奈川県出身。

## 略歴
父・比田井天来、母・小琴の次男として生まれ、天来没後は書道研究機関「書学院」を継承し、碑帖の管理や出版部の再開に努める。書学院長・毎日書道展名誉会員・書宗院顧問・独立書入団客員などを歴任し、プリンストン大学・オックスフォード大学など、約20の大学で書道史を講演する。

### 略年譜
- 1912年（明治45年） 神奈川県鎌倉市に生まれる。
- 1922年（大正11年） - 1939年（昭和14年） 父・天来に書法を学ぶ。
- 1934年（昭和9年） 東京高等工芸学校印刷工芸科を卒業。
- 1935年（昭和10年） 父・天来から南谷の号を受ける。
- 1939年（昭和14年） 父・天来が没する。「書学院」を継承し、書道の資料・図書の管理運営の任につく。
- 1940年（昭和15年） 大日本書道院展の参事となる。
- 1945年（昭和20年） 古文を基礎とし、はじめて抽象的な書表現の実験を行い、試作に対し「心線作品」と名付ける。
- 1946年（昭和21年） 現代美術協会展に『心線作品第一・電のヴァリエーション』（前衛書）ほか2展を出品。
- 1948年（昭和23年） 山枡康子（のちの比田井小葩）と結婚。
- 1951年（昭和26年） 「個展」（養清堂画廊）。以後、東京のほかニューヨーク、サンフランシスコ、ワシントン、メルボルン等で「個展」14回。
- 1959年（昭和34年） - 1961年（昭和36年） サンフランシスコの「ルドルフ・シェーファー図案学校」に招かれ渡米。同校および自己のアトリエに教場を設け、書法および書道史を教える。
- 1972年（昭和47年） 「比田井天来生誕100年展」開催。
- 1974年 （昭和49年） - 1975年 （昭和50年）  長野県、天来生誕地に建設の「天来記念館」の設立に協力。
- 1987年（昭和62年） 『中国書道史事典』（雄山閣）を上梓。
- 1999年（平成11年） 10月15日永眠、享年87。

## 著書
- 『顔勤礼碑』（書道技法講座）
- 『臨平復帖・他』等4冊（古碑帖臨書精選）
- 『現代書』全3巻（共編）
- 『書道基本名品集』全20巻（編）
- 『中国書道史事典』